# Хана и њене сестре
Хана и њене сестре је америчка комедија-драма из 1986. филм који прича испреплетене приче о проширеној породици током две године која почиње и завршава се породичном вечером за Дан захвалности. Филм је написао и режирао Вуди Ален, који заједно са Миом Фароу глуми Хану, Мајклом Кејном као њеним мужем и Барбаром Херши и Дајен Вист као њеним сестрама.
Глумачку екипу филма чине и Кери Фишер, Морин О’Саливан, Лојд Нолан (који је умро четири и по месеца пре изласка филма), Макс фон Сидов и Џули Кавнер. Данијел Стерн, Џон Туртуро и Џулија Луис-Драјфус имају мање улоге, док се Тони Робертс и Сем Вотерстон појављују у камео наступим. Неколико Фароуове деце, укључујући Сун-Ји Превин (која се удала за Алена 1997. године), има заслужне и некредитне улоге, углавном као статисти за Дан захвалности.
Хана и њене сестре су дуго биле Аленов највећи успех на благајнама (изостављање прилагођавања инфлацији), са северноамеричким зарадама од 40 милиона америчких долара. Филм је освојио Оскара за најбољи оригинални сценарио, најбољу споредну мушку улогу и најбољу споредну глумицу. Често се сматра једним од Аленових главних дела, а критичари настављају да хвале његово писање и глумачку екипу.

## Прича
Прича је испричана у три главна круга, при чему се већина дешава током 24-месечног периода који почиње и завршава се на забавама за Дан захвалности, које се одржавају у Лангхаму, а домаћини су Хана и њен супруг Елиот. Хана служи као чврсто средиште нарације; већина догађаја у филму везује се за њу.
Елиот постаје заљубљен у једну од Ханиних сестара, Ли, и на крају започиње аферу са њом. Елиот своје понашање приписује свом незадовољству самодовољношћу своје жене и огорчености због њене емоционалне снаге. Ли живи пет година са повученим уметником, Фредериком, који је много старији. Она сматра да њена веза са Фредериком више није интелектуално или сексуално стимулативна, упркос (или можда због) Фредериковог исказаног интересовања да настави да је подучава. Она напушта Фредерика након што је признала да је имала аферу са неким. Остатак године између првог и другог скупа за Дан захвалности, Елиот и Ли настављају своју аферу упркос Елиотовој немогућности да оконча свој брак са Ханом. Ли коначно завршава аферу током другог Дана захвалности, објашњавајући да је завршила са чекањем да се он посвети и да је почела да излази са неким другим.
Ханин бивши муж Мики, телевизијски писац, присутан је углавном у сценама ван примарне приче. Флешбекови откривају да се његов брак са Ханом распао након што нису могли да имају децу због његове неплодности. Међутим, пре развода су имали близанце који биолошки нису његови. Отишао је и на катастрофалан састанак са Ханином сестром Холи, када су били намештени након развода. Хипохондар, одлази код свог доктора жалећи се на губитак слуха и плаши се могућности да се ради о тумору на мозгу. Када тестови покажу да је савршено здрав, у почетку је пресрећан, али онда очајава што му је живот бесмислен. Његова егзистенцијална криза доводи до незадовољавајућих експеримената са верским преобраћењем у католичанство и интересовањем за свесност Кришне. На крају, покушај самоубиства га наводи да пронађе смисао свог живота након што је неочекивано гледао Пачју супу браће Маркс у биоскопу. Откриће да у животу треба уживати, а не разумети, помаже му да се припреми за други састанак са Холи, који овог пута прерасте у љубав.
Холина прича је трећи главни лук филма. Бивша зависница од кокаина, она је неуспешна глумица која не може да се реши са каријером. Након што је позајмила новац од Хане, она започиње угоститељски посао са Ејприл, пријатељицом и колегиницом глумицом. Холи и Ејприл завршавају као ривалке на аудицијама за улоге у бродвејским мјузиклима, као и за наклоност архитекте Дејвида. Холи напушта угоститељски посао након што романса са Дејвидом пропадне и одлучује да се окуша у писању. Промена каријере је поново приморава да позајми новац од Хане, зависности коју Холи љути. Она пише сценарио инспирисан Ханом и Елиотом, што веома узнемирава Хану. Претпоставља се да је већи део сценарија укључивао личне детаље о браку Хане и Елиота који су пренети Холи преко Ли (који су прво пренети од Елиота). Иако ово прети да разоткрије аферу између Елиота и Лија, Елиот убрзо одриче откривање таквих детаља. Холи оставља по страни свој сценарио и уместо тога пише причу инспирисану сопственим животом, коју Мики чита и којој се веома диви, обећавајући да ће јој помоћи да је произведе и води до њиховог другог састанка.
Мали лук у филму говори део приче о Норми и Евану. Они су родитељи Хане и њене две сестре, и још увек имају сопствене глумачке каријере. Њихов буран брак врти се око Норминог алкохолизма и наводних афера, али дугорочна веза између њих је очигледна у Евановим кокетним анегдотама о Норми док је свирала клавир на скуповима поводом Дана захвалности.
У време трећег Дана захвалности у филму, Ли се удала за некога кога је упознала док је похађала часове на Универзитету Колумбија, док су Хана и Елиот помирили свој брак. Последњи кадар филма открива да је Холи удата за Микија и да је трудна.

## Утицаји
Део структуре и позадине филма је позајмљен из филма Фани и Александар (1982) Ингмара Бергмана. У оба филма, велика позоришна породица окупља се на три узастопне прославе (Дан захвалности у Аленовом филму, Божић у Бергмановом). Први од сваког окупљања је у времену задовољства, други у времену невоље, а трећи показује шта се дешава након разрешења невоља. Изненадна појава Микијевог одраза иза Холиног у завршној сцени такође је паралелна са појавом иза Александра Бискуповог духа. Додатне паралеле могу се наћи са филмом Лукина Висконтија из 1960. Роко и његова браћа, који, осим везе са својим именом, користи и структурални уређај подјеле делова филма за различите лукове заплета браће и сестара.

## Глумци
- Вуди Ален као Мики
- Мајкл Кејн као Елиот
- Мија Фароу као Хана
- Кери Фишер као Ејрпил
- Дајана Вист као Холи
- Џулија Луј-Драјфус као Мери

## Продукција
Филм је првобитно био о човеку који се заљубио у сестру своје жене. Вуди Ален је затим поново прочитао роман Ана Карењина „и помислио сам, занимљиво је како овај тип покреће разне приче, прелазећи из једне приче у другу. Свидела ми се идеја да експериментишем са тим.“ 
Посебно га је заинтригирао лик Николаја Љевина „који као да не може да нађе смисао живота, страховито се плаши смрти. То је погодило кућу веома дубоко. Мислио сам да би било занимљиво направити једну причу о односу три сестре и једну причу о неком другом и његовој опсесији смртношћу.“ 
Ален признаје да је улога Хане заснована на томе што је Фароу била „романтизована перцепција Мије. Веома је стабилна, сада има осморо деце и може да води своју каријеру и да има добре односе са сестром и мајком. Веома сам импресиониран тим квалитетима и мислио сам да би било занимљиво да има две нестабилне сестре.“ 
Ален каже да га је такође инспирисао наслов. „Мислио сам да бих волео да снимим филм Хана и њене сестре “, рекао је, рекавши да га је то навело да Хани да две сестре. Био је заинтересован да направи нешто о односу између сестара за који је сматрао да је сложенији од односа између браће. "Можда то долази из детињства; моја мајка је имала седам сестара и њихова деца су била женског пола, тако да сам знао само тетке и рођаке".
Мија Фароу је касније написала да је Ален већ дуго био интригиран о теми сестара. Његове раније колегинице Џенет Марголин и Дајан Китон имале су по две сестре, а Фероу три. Она каже да јој је Ален дао рану копију Хане и њених сестара рекавши да може да игра коју год сестру жели, али да је „осећао да треба да будем Хана, сложенија и загонетнија од сестара... чију је мирноћу и унутрашњу снагу упоредио на квалитет који је Ал Паћино пројектовао у Куму “.
Фароу је написала: „То је био први пут да сам критиковао један од његових сценарија. Мени су ликови изгледали самозадовољни и распуштени на предвидљив начин. Сценарио је био разноврстан, али није рекао ништа." Она тврди да се „Вуди није сложио и покушао је да пређе на“ алтернативну идеју, „али је предпродукција већ била у току и морали смо да наставимо“.

Касније је објаснила:
Запањена, хладна реакција моје мајке на сценарио ми је омогућила да видим како је он узео многе личне околности и теме наших живота и, чинило се, изобличио их у цртане карактеризације. Истовремено је био и мој партнер. Волела сам га. Могао сам да му поверим свој живот. И био је писац: то је оно што писци раде. Сав млин за млин. Рођаци су увек гунђали. Узео је обичне ствари наших живота и подигао их у уметност. Били смо почаствовани и огорчени.
Фароу је признала „мало болесно осећање... дубоко у мени“ које „ни са ким нисам делио је мој страх да су Хана и њене сестре отворено и јасно изнеле његова осећања према мојој сестри. Али ово је била фикција, рекао сам себи. . . Тако да сам избацио те мисли из ума.“ 

## Издање
Филм је имао приказивање на Кемп Дејвиду 1. фебруара 1986.

### Благајна
Хана и њене сестре је отворен 7. фебруара 1986. у 54 биоскопа, где је зарадио 1.265.826 долара (23.441 долар по екрану) првог викенда, први пут када је Ален филм дебитовао у биоскопима у градовима осим Њујорка. Када се 14. марта проширио на 761 биоскоп, зарадио је респектабилних 2.707.966 долара (3.809 долара по екрану). Наставио је са зарадом од 40.084.041 долара у Сједињеним Државама (укључујући реиздање следеће године) и остаје један од филмова Вудија Алена са највећом зарадом. Кориговано за инфлацију, заостаје за Ени Хол (1977) и Менхетном (1979), а можда и за једном или две његове ране комедије. Поноћ у Паризу (2011) надмашила је и своју благајну.
Филм је приказан ван конкуренције на Филмском фестивалу у Кану 1986.

### Критички пријем
На Rotten Tomatoes-у, филм има оцену одобравања од 91% на основу 56 рецензија, са просечном оценом 8,40/10. Консензус критичара сајта гласи: „Паметан, нежан и смешан у једнакој мери, Хана и њене сестре је један од најбољих филмова Вудија Алена. На Метакритицк-у, филм има просечну пондерисану оцену од 90 од 100, на основу 12 критичара, што указује на „универзално признање“. Филм је добио седам номинација за Оскара укључујући и најбољи филм. Ален је добио две номинације за Оскара, освојио је једну за најбољи сценарио, оригинал и зарадио је номинацију за најбољу режију. Његов рад на филму је такође награђен са две БАФТА награде .
Критичари Сискел и Иберт су оценили филм међу три најбоља у филмској години 1986. године ; Рецензија филма Роџера Иберта из 1986. назвала га је „најбољим филмом који је [Вуди Ален] икада снимио“. Три године касније, када су два критичара расправљала о својим листама 10 најбољих филмова 1980-их, Еберт, који није укључио ниједну комедију на својој листи, изјавио је да би то био „Хана и њене сестре“, да је од њега захтевано да уврсти једну. “
Винсент Канби, из Њујорк тајмс-а, дао је филму веома повољну рецензију, говорећи чак да он „поставља нове стандарде за господина Алена као и за све америчке филмске ствараоце“.
Анкета од 100 филмских критичара прогласила је "Хана и њене сестре" најбољим филмом године, након што се појавио на 71 појединачној листи најбољих десет.
Амерички филмски институт (АФИ) номиновао је филм за рангирање на својој листи 100 највећих америчких филмова из 1997. године, 100 најсмешнијих филмова и 100 највећих љубавних прича . Године 2005. Удружење писаца Америке прогласило је Аленов сценарио 95. најбољим филмским сценаријем икада написаним.
У октобру 2013. читаоци Гардијана су филм прогласили за четврти најбољи филм редитеља Вудија Алена.
Године 2014. Калум Марш из магазина Слант прогласио је Хану и њене сестре за Аленов најбољи филм, хвалећи његову глумачку поставу и Аленов „густи, опојни сценарио“ због „уравнотежавања супротстављених жеља и осећања“. Такође је наведен као Аленово најбоље дело у заједничком чланку филмских критичара Дејли телеграфа Робија Колина и Тима Робија, који су упоредили његову структуру са делима Антона Чехова и хвалили га као „можда најсавршеније плетење комедије и драме у мејнстрим амерички филм. Осећа се као чудесна слатка тачка између свих модуса и тонова свог филмског ствараоца – загризајући без окрутности, дубок, а да не делује побожно, топло хуман, а да се не урушава у љуску.”  Био је на трећем месту међу Аленовим филмовима у анкети сарадника Тајм Оут из 2016. године, при чему је монтажер Џошуа Роткопф издвојио лик Холи као „врсту очајне, млитаве Менхетанке из које би будући режисери и писци извукли читаве каријере“.

### Признања
Мајкл Кејн и Дајан Вист освојили су Оскара за најбољу споредну глумицу и најбољу споредну глумицу за своје улоге Елиота и Холи. Хана и њене сестре је био последњи филм који је победио у обе споредне глумачке категорије све до Борца 2011.
Ален је 1986. добио награду за најбољу режију од америчког Националног одбора за ревизију филмова, Дајан Вист је освојила најбољу споредну глумицу, а филм је номинован за најбољи филм .
У Француској је филм номинован за награду Сезар за најбољи страни филм .

## Наслеђе
Године 1986. часопис Мад је сатирирао филм као "Хена и њене болеснице" који је написала Дебе Овиц уз уметност Морта Дракера.
Године 2016, Оливија Вајлд је режирала уживо читање Хане и њених сестара у малом и препуном позоришту Тајмс центар Њујорк Тајмса. Глумци су укључивали Вајлд као Хана, Роуз Бирн као Ли, Ума Турман као Холи, Мајкл Шин као Елиот, Боби Канавале као Мики и Салман Ружди као Фредерик са Мајом Рудолф, Џејсоном Судеикис и Џастином Лонгом који попуњавају пратеће делове. Квестлав је био музички директор који је управљао музичким селекцијама у распону од џез извођења Велике америчке песмарице до Баха.